# Lodzsong
A lodzsong egy a 12. században Csekava által meghatározott mondásokból álló hagyományos tibeti buddhista gyakorlat. Célja az egyén szándékának, gondolkodásmódjának az átformálása, újradefiniálása.
A lodzsong gyakorlat alapját adó hozzávetőlegesen 59 mondás nem kívánt mentális szokások, mint a paranoia, és szenvedést okozó berögződések ellenpontjaként vannak kialakítva. Egyszerre tartalmaznak abszolút és relatív bódhicsitta tanokat is.

## A gyakorlat kialakulása
A lodzsong gyakorlat 900. és 1200. közt alakult ki a mahájána buddhista iskolában. A történetírás jellemzően a bengáli szerzetest, Atísát (i. sz. 982-1054) tekinti a lodzsong gyakorlat kezdeményezőjének. A gyakorlatot A megvilágosodás ösvényének lámpása című könyvében mutatja be, de a gyakorlat korábbi szumátrai tanárához, Dharmadaksitához vezethető vissza.
A lodzsong mondatok mai formáját Csekava (i. sz. 1101-1175) alkotta meg.

## Az alapszövegek
A lodzsong gyakorlat egy gondolatébresztő bemutatása Jamgon Kongtrultól – egyike a tibeti buddhizmuson belüli nem szektaszerű rimé mozgalom alapítóinak – származik a 19. századból. Ezt Ken McLeod, A megvilágosodáshoz vezető közvetlen út-ként fordította le angolra. Ez a fordítás szolgált Osho Könyv a bölcsességről című könyvének alapszövegéül. Később, Chogyam Trungpával történő egyeztetés után, Ken McLeod A felébredés nagyszerű útja címmel újrafordította munkáját.
A mondások alábbi felsorolása az eredeti tibeti mondások egy lehetséges angol értelmezésének magyar fordításai.
- Először készülj fel
- Minden érzékelést tekints álomnak
- Találd meg a születésed előtti tudatod
- Még a gyógyírt is könnyedén engedd el
- Maradj a születés előtti tudatban, minden alapjában
- Két meditálás közt tekints mindent illúziónak
- Belégzéskor fogadd be és szívedben oldd fel a világ minden szomorúságát, fájdalmát és negatívumát, beleértve önmagadat is. Kilégzéskor öntsd ki minden örömödet, áldásodat: áldd meg a lét teljességét.
- Értsd meg a kötődéseidet, viszolygásaidat és közönyödet, és szeresd mindet
- Alkalmazd ezeket a mondásokat minden tettedre
- A feltétel nélküli elfogadás gyakorlását kezdd önmagaddal
- Amikor minden rosszra fordul, a csapást tekintsd a felébredés egy útjának
- Minden szemrehányást tekints sajátodnak
- Légy jó mindenkivel
- Ne izgulj – zavarodból semmi sem valós
- Ha valami váratlan történik veled, abban a pillanatban tekintsd azt meditálásnak
- Dolgozz az öt erővel. Ezek a következők:

1. Légy határozott és kitartó
2. Megszokás – szokj hozzá annak megvalósításához és megéléséhez, ami tenni, ahogy élni szeretnél
3. A fekete magvak helyett gondozd a fehéreket
4. Fordíts hátat önáltatásodnak
5. Minden tevékenységed a többiek javát szolgálja

- Gyakorold ezt az öt erőt, és minden pillanatban készen állsz majd a halálra
- Kövesd a belső hangjaidat, ne a külsőket
- Mindig rendelkezz a boldog elme támogatásával
- A zavaró körülmények közti gyakorlás jó gyakorlás
- Mindig tartsd szem előtt az alábbi három pontot:

1. Gyakorolj rendszeresen
2. Ne pazarold az idődet lényegtelen dolgokra
3. Ne érveld meg a hibáinkat

- Változtasd meg a viselkedésedet, de maradj természetes
- Ne beszélj a hiányosságokról
- Ne izgulj mások gondolatai miatt
- Először dolgozz a legnagyobb hibáidon
- Hagyj fel minden reménnyel
- Hagyj fel a mérgezett ételek fogyasztásával
- Ne légy következetes
- Ne kapcsolódj be rosszindulatú pletykákba
- Ne várj rejtőzködve
- Sohase támadj a szívre
- A bivaly terhét ne tedd a tehénre
- Ne feledd, hogy ez nem verseny
- Ne trükközz
- Ne élj vissza isteni erőddel önző módon
- Ne próbálj meg mások rossz szerencséjén nyerészkedni
- Minden tevékenységednek egyetlen célja legyen
- Minden problémát oldj meg a rossz energiák befogadásával, és a jó energiák kiáramoltatásával
- Újítsd meg az elköteleződésedet mielőtt aludni térsz és miután felkelsz
- A jó és rossz szerencsét azonosként fogadd
- Ígéreteidet életed kockáztatásával is tartsd meg
- Idegbajos vonásaidat ismerd fel, lépj túl rajtuk, majd múld őket felül
- Találj egy tanítót, szelídítsd meg kószáló elméd, válassz egy olyan életmódot, ami lehetővé teszi a gyakorlást
- Szeresd tanítódat, élvezd a gyakorlást, tarts meg ígéreteidet
- Testeddel, elméddel és lelkeddel összpontosíts az útra
- Semmit se zárj ki a befogadás gyakorlásából: gyakorolj teljes szívvel
- Meditálj mindenen, amire neheztelsz
- Ne függj a világ többi részének hogylétén
- Ebben az életben összpontosíts a legértelmesebb elérésére
- Ne engedd, hogy az érzelmeid elvonják a figyelmedet, de vond be őket a gyakorlásba
- Ne engedd a gyakorlást rendszertelenné válni
- Gyakorolj teljes szívvel
- Szabadítsd fel magad először megfigyeléssel, majd elemzéssel
- Ne sajnáld magad
- Ne légy féltékeny
- Összpontosíts
- Ne remélj elismerést